# Andrea Vetsch
Andrea Vetsch (* 7. August 1975 in Zürich) ist eine Schweizer Fernsehmoderatorin. 

## Leben
Seit 1999 arbeitet Andrea Vetsch beim Schweizer Fernsehen. Ihre Laufbahn begann sie dort als Produktionsassistentin der Sendung 10vor10. Von 2001 bis 2014 war sie Moderatorin und Redaktorin der Tagesschau. Von März 2005 bis Dezember 2005 moderierte Vetsch ausserdem das Magazin Schweizweit auf 3sat. Ab dem 26. Mai 2014 moderierte sie auf SRF 1 im Dreier-Team neben Daniela Lager (bis 2016) und Stephan Klapproth (bis 2015) die Nachrichtensendung 10vor10. Sie folgte auf Christine Maier, die im Oktober 2013 die Sendung verliess. Seit dem Frühling 2020 moderiert sie als Nachfolgerin von Katja Stauber neben Cornelia Boesch, Franz Fischlin (seit 2022 Michael Rauchenstein) und Florian Inhauser die Hauptausgabe der Tagesschau.
Vetsch studierte an der Universität Zürich Germanistik, Publizistik und Sozialpädagogik. Ihre Lizentiatsarbeit schrieb sie zum Thema Im Windschatten der Zeitgeschichte. Eine Annäherung an Max Frischs Engagement in der Schweiz der 50er Jahre.
Vetsch wuchs in der Nähe von Bülach im Zürcher Unterland auf. Sie ist Mutter einer Tochter (* 2013).